# Пак Нам Йоль
Пак Нам Йоль (кор. 박남열, нар. 11 жовтня 1970) — південнокорейський футболіст, що грав на позиції флангового півзахисника, зокрема за клуби «Чхонан Ільхва Чхонма» та «Соннам Ільхва Чхонма», а також за  національну збірну Південної Кореї.

## Клубна кар'єра
У дорослому футболі дебютував 1993 року виступами за команду «Чхонан Ільхва Чхонма», в якій провів чотири сезони, взявши участь у 113 матчах чемпіонату. Більшість часу, проведеного у складі «Чхонан Ільхва Чхонма», був основним гравцем команди. Згодом у 1997–1998 роках під час проходження строкової служби грав за «Нейшенл Поліс Едженсі».
1999 року уклав контракт з клубом «Соннам Ільхва Чхонма», у складі якого провів п'ять років своєї кар'єри гравця. Граючи у складі «Соннам Ільхва Чхонма» також здебільшого виходив на поле в основному складі команди.
Завершував ігрову кар'єру у команді «Сувон Самсунг Блювінгз», за яку виступав протягом 2004 року.

## Виступи за збірну
1993 року дебютував в офіційних матчах у складі національної збірної Південної Кореї.
У складі збірної був учасником кубка Азії з футболу 1996 року в ОАЕ, де виходив на поле в одній грі.
Загалом протягом кар'єри в національній команді, яка тривала шість років, провів у її формі 19 матчів, забивши 1 гол.
| Дата       | Місто      | Господарі          | Результат | Гості          | Турнір                     | Голи | Примітки |
| ---------- | ---------- | ------------------ | --------- | -------------- | -------------------------- | ---- | -------- |
| 9-3-1993   | Ванкувер   | Канада             | 0 – 2     | Південна Корея | товариський матч           | -    |          |
| 11-3-1993  | Вікторія   | Канада             | 2 – 0     | Південна Корея | товариський матч           | -    |          |
| 28-4-1993  | Ульсан     | Південна Корея     | 2 – 2     | Ірак           | товариський матч           | -    |          |
| 11-5-1993  | Бейрут     | Ліван              | 0 – 1     | Південна Корея | Відбір до ЧС 1994          | -    |          |
| 13-5-1993  | Бейрут     | Індія              | 0 – 3     | Південна Корея | Відбір до ЧС 1994          | -    |          |
| 9-6-1993   | Сеул       | Південна Корея     | 7 – 0     | Індія          | Відбір до ЧС 1994          | -    | 56'      |
| 13-6-1993  | Сеул       | Південна Корея     | 3 – 0     | Бахрейн        | Відбір до ЧС 1994          | 1    |          |
| 11-9-1994  | Каннин     | Південна Корея     | 1 – 0     | Україна        | товариський матч           | -    |          |
| 1-10-1994  | Ономіті    | Південна Корея     | 11 – 0    | Непал          | Азійські ігри 1994         | -    | 46'      |
| 7-10-1994  | Мійосі     | Південна Корея     | 0 – 1     | Кувейт         | Азійські ігри 1994         | -    |          |
| 11-10-1994 | Хіросіма   | Японія             | 2 – 3     | Південна Корея | Азійські ігри 1994         | -    | 83'      |
| 23-3-1996  | Дубай      | Марокко            | 2 – 2     | Південна Корея | Emirates Cup 1996          | -    | 46' 86'  |
| 25-3-1996  | Дубай      | Південна Корея     | 1 – 1     | Єгипет         | Emirates Cup 1996          | -    | 61'      |
| 25-9-1996  | Сеул       | Південна Корея     | 3 – 1     | КНР            | Щорічна гра Корея-Китай    | -    | 52' 72'  |
| 23-11-1996 | Сувон      | Південна Корея     | 4 – 1     | Колумбія       | товариський матч           | -    | 68'      |
| 4-12-1996  | Абу-Дабі   | ОАЕ                | 1 – 1     | Південна Корея | Кубок Азії 1996 - 1-й етап | -    | 70'      |
| 1-3-1998   | Йокогама   | Японія             | 2 – 1     | Південна Корея | Кубок Династії 1998        | -    | 78'      |
| 15-4-1998  | Братислава | Словаччина         | 0 – 0     | Південна Корея | товариський матч           | -    | 68'      |
| 18-4-1998  | Скоп'є     | Північна Македонія | 2 – 2     | Південна Корея | товариський матч           | -    | 81'      |
| Усього     |            | Матчів             | 19        |                | Голів                      | 1    |          |